# Stéphane Gagnon
Pour les articles homonymes, voir Gagnon.
Stéphane Gagnon est un acteur québécois né en 1969 à Saint-René-de-Matane (Québec). Il est le conjoint de l'actrice Roxanne Boulianne.

## Filmographie
- 1990 : Watatatow (série télévisée) : Steve Pomerleau
- 1996 : Marguerite Volant (feuilleton TV) : Lambert Volant
- 2000 : La Promesse (long-métrage) : Patricia Chica
- 2002 : Asbestos : Maurice Vaillancourt
- 2004 : Les Aimants : Michel
- 2005 : Minuit, le soir (série télévisée) : Yan
- 2006 : La Brunante : Antoine
- 2008 : The Last Templar : Le bel homme
- 2008 : C.A. (série télévisée) : Raphaël
- 2010-2013 : Toute la vérité (série télévisée) : Maître Simon Auclair (Maitre Parfait)
- 2012-présent : Mémoires vives (série télévisée) : Sergent-détective Daniel Dupuis
- 2016-présent : L'Échappée (série télévisée) : Marc Dube
- 2022: Motel Paradis: Alain Renaud

2023- présent : Sorcières (série télévisée) - Luc